# Station Kampen
Station Kampen is een van de spoorwegstations, oorspronkelijk van het Standaardtype NCS 1e klasse, in de Nederlandse plaats Kampen.

## Beschrijving
Het station is gelegen aan de overzijde van de IJssel (aan IJsselmuidense zijde), waar de gemeente Kampen voor de gemeentelijke herindeling al enige grond in bezit had. Kampen is het eindstation (kopstation) van het Kamperlijntje dat loopt van Zwolle naar Kampen. Wie uit het oude centrum van de stad Kampen over de stadsbrug de IJssel oversteekt, komt bij het station uit.
Oorspronkelijk was het station het eindpunt van de spoorlijn Utrecht - Kampen (de Centraalspoorweg), maar het Kamperlijntje werd een aparte treindienst doordat elektrificatie achterwege bleef, met dieseltreinen vanaf 1953. Het traject Kampen – Zwolle is enkelsporig. Het station Kampen had twee kopsporen, maar het tweede spoor werd sinds de invoering van de dieseltractie niet meer voor gewone treinen gebruikt; wel voor militaire treinen. De perronoverkapping van dat spoor is gesloopt. Het perron van het eerste spoor is nog deels overkapt. Bij de elektrificatie in 2017 is het tweede spoor opgebroken.
Het monumentale stationsgebouw heeft een fraaie stationshal in jugendstil, maar deze wordt niet meer gebruikt. In de naastgelegen voormalige stationsrestauratie is thans een Kiosk gevestigd. Ook is er een fietsenmaker en -stalling en een woning op de bovenverdieping, met een toegang in de toren van het gebouw.

## Afbeeldingen

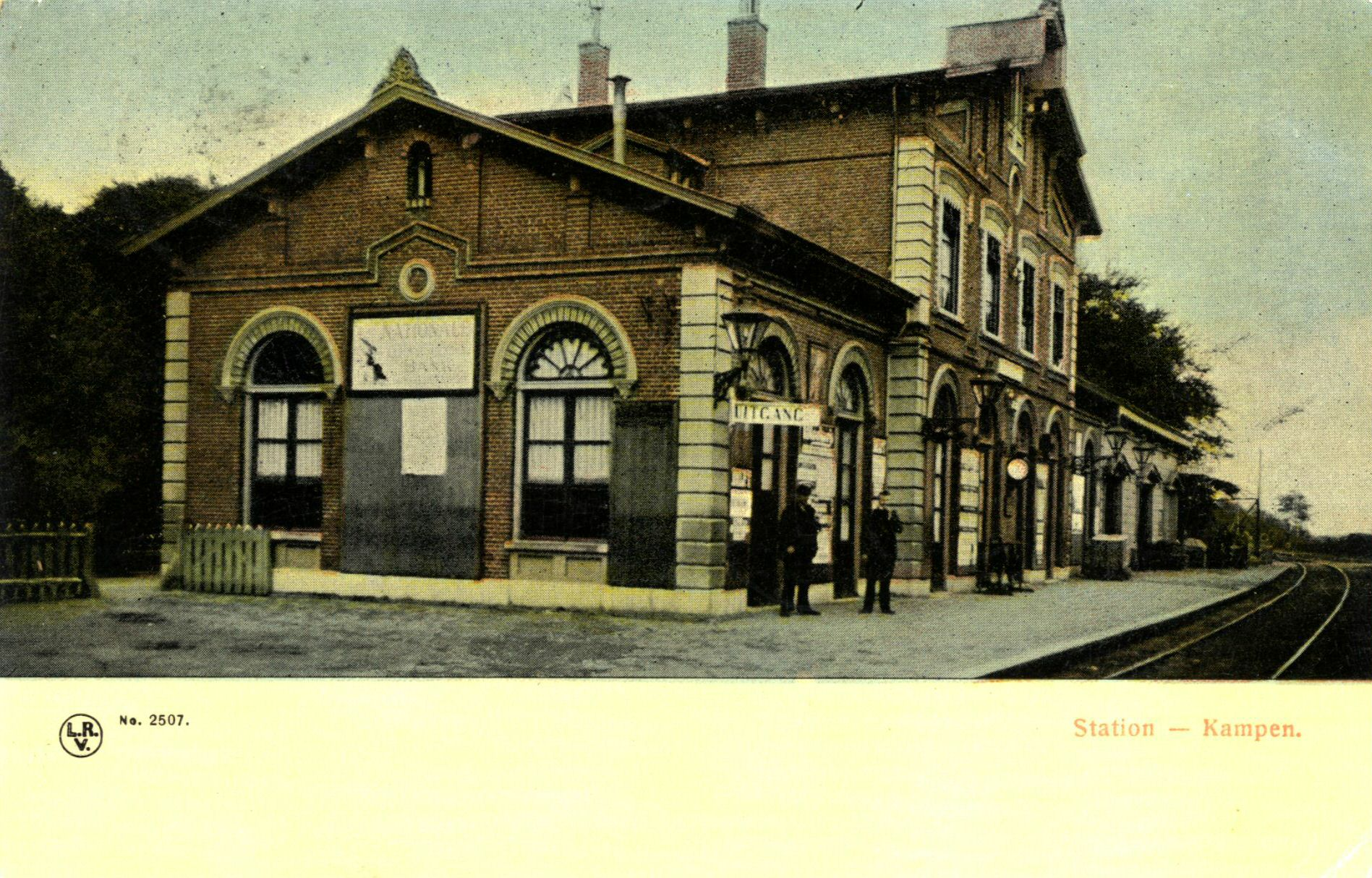
Station rond 1901-1906
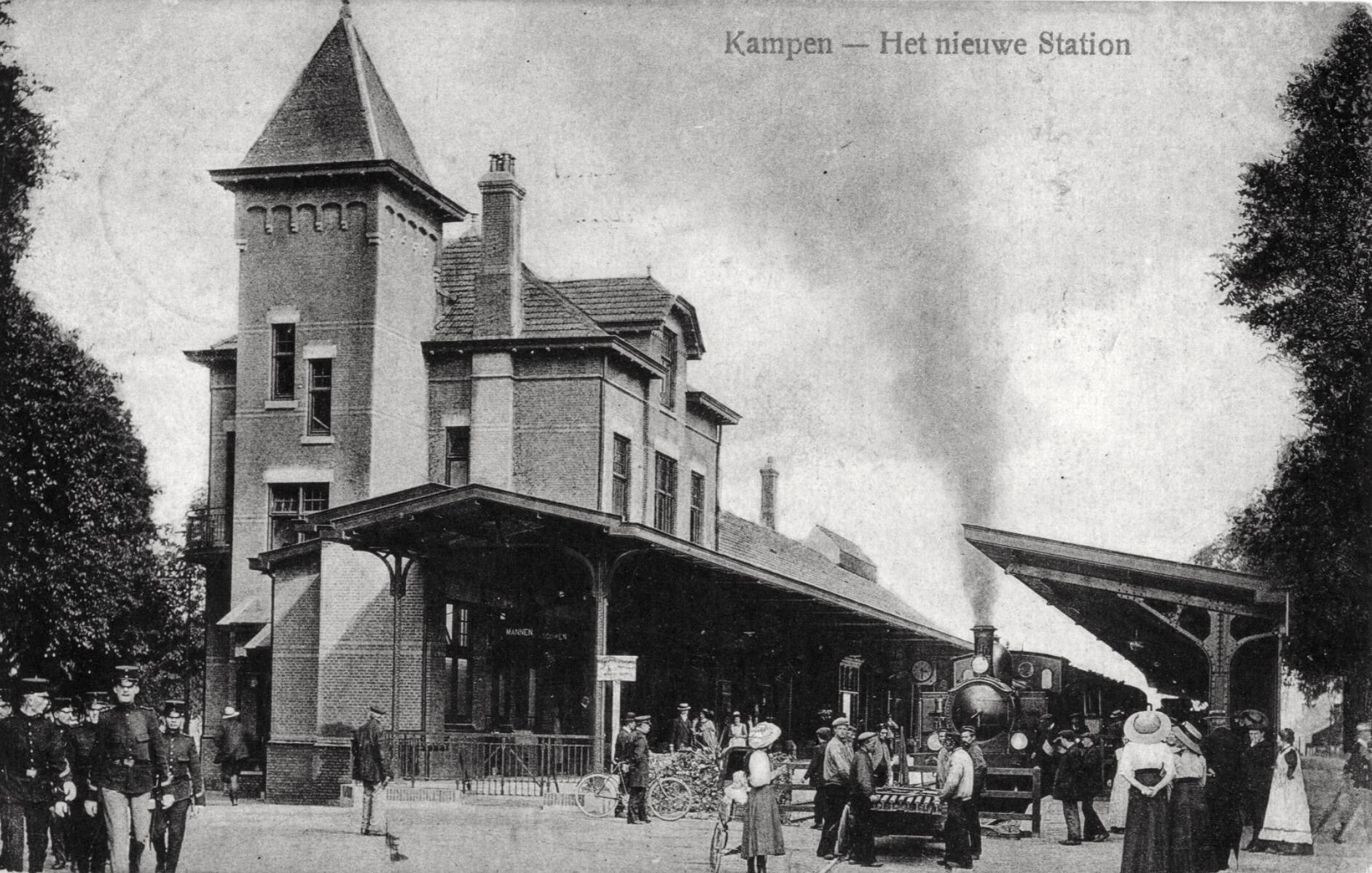
Station in 1914
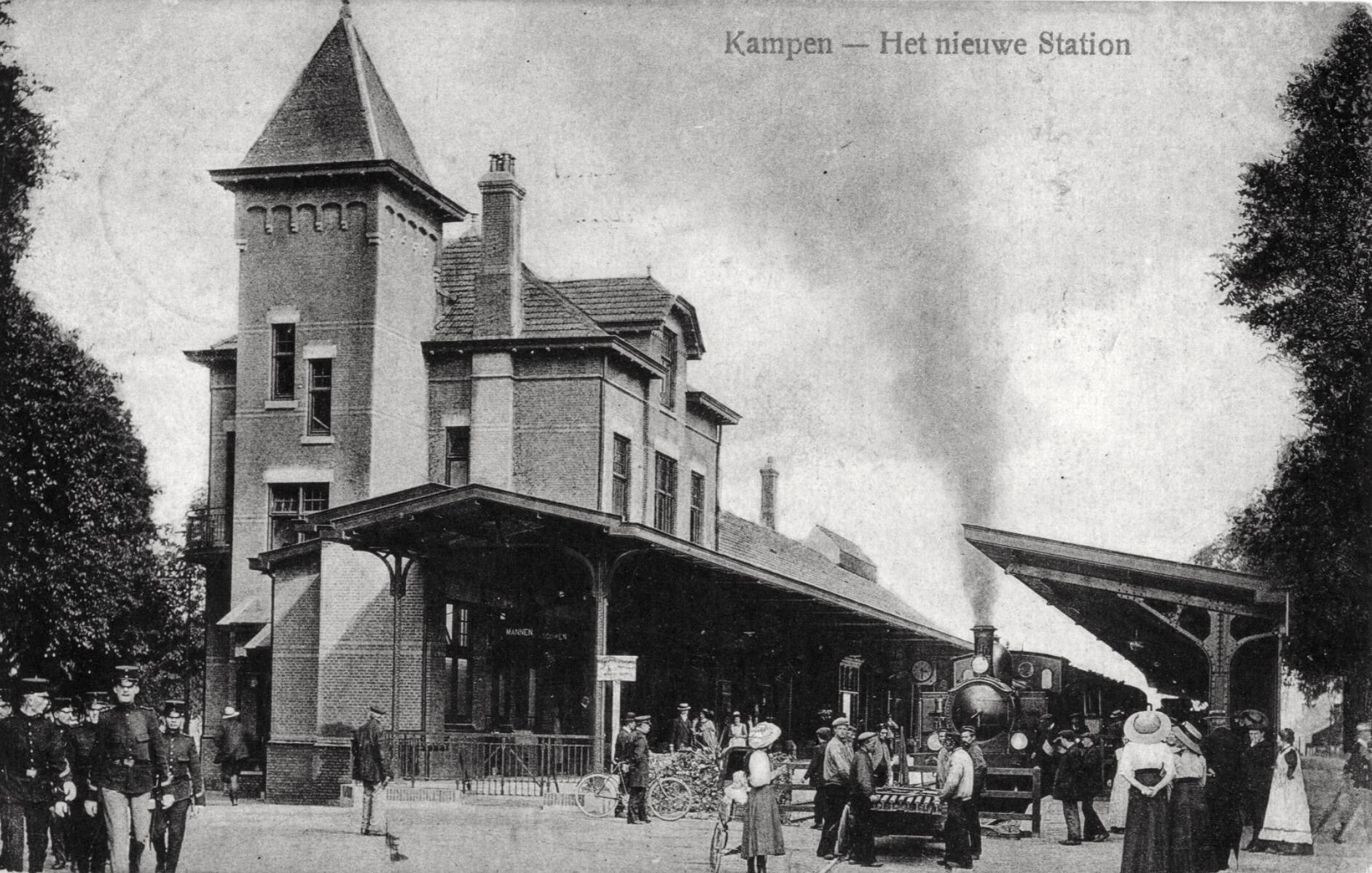
Het nieuwe station Kampen; circa 1911. Collectie van het Utrechts Archief
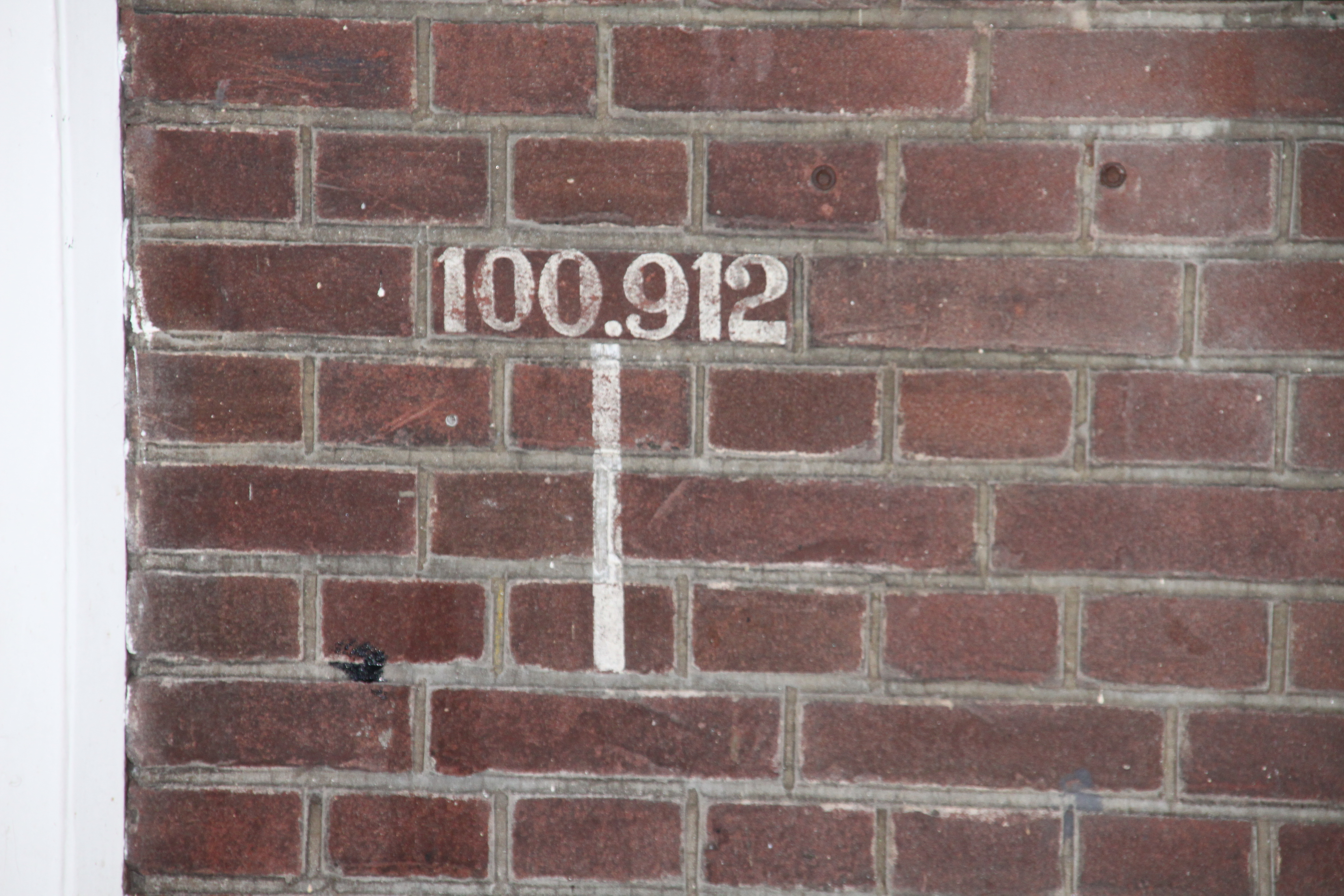
Op de muur staat nog steeds de kilometrering van de Centraalspoorweg: 100.9 km vanaf Utrecht
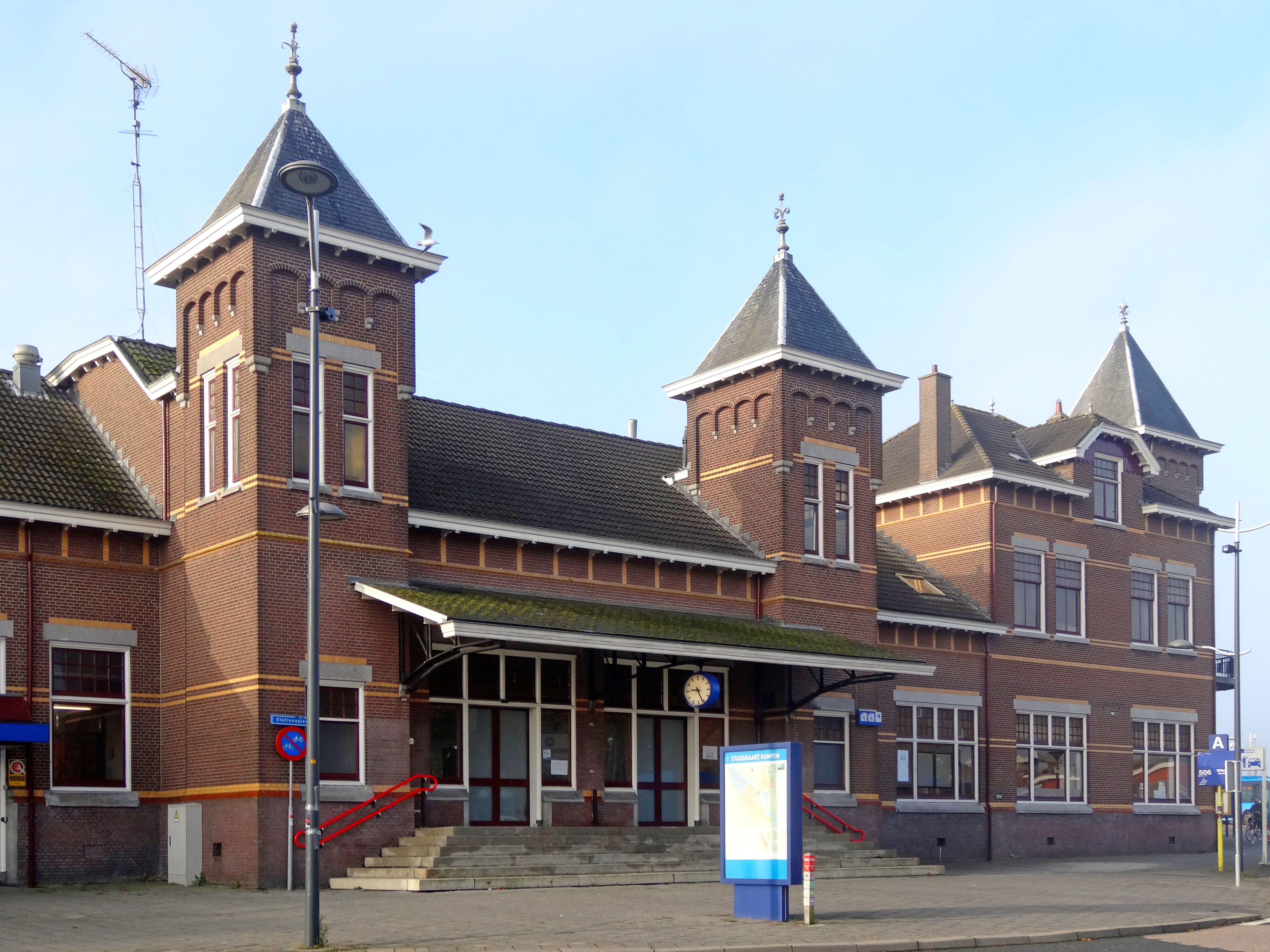
Station Kampen, straatzijde
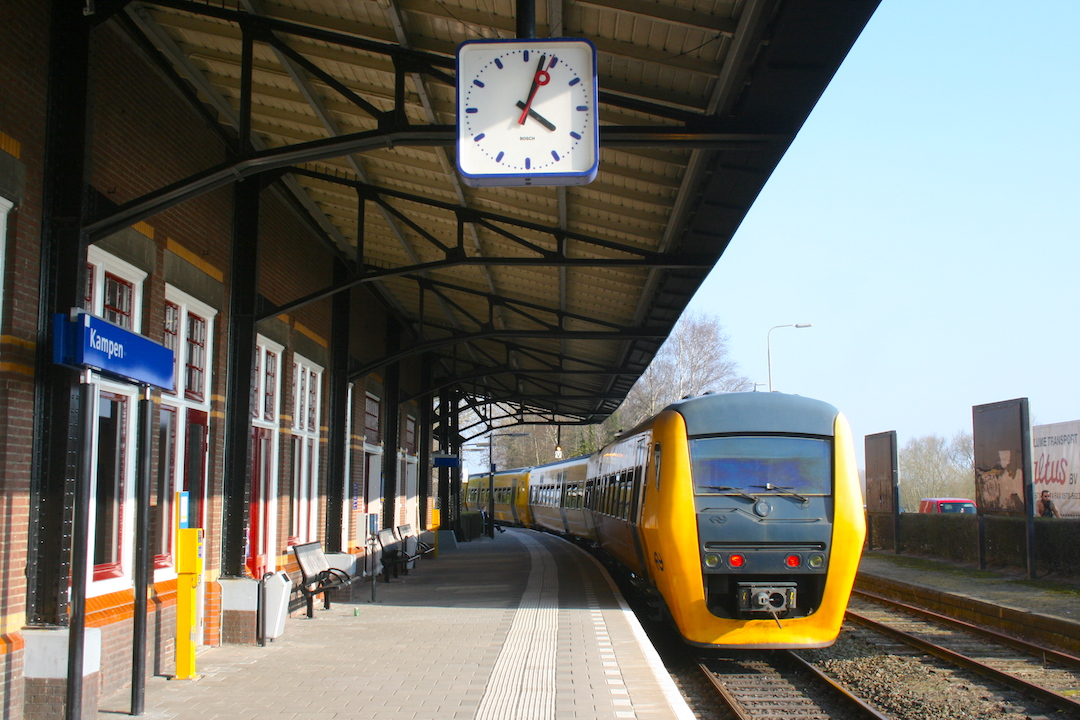
Dieselmaterieel '90 vertrekt uit Kampen naar Zwolle; 23 maart 2012
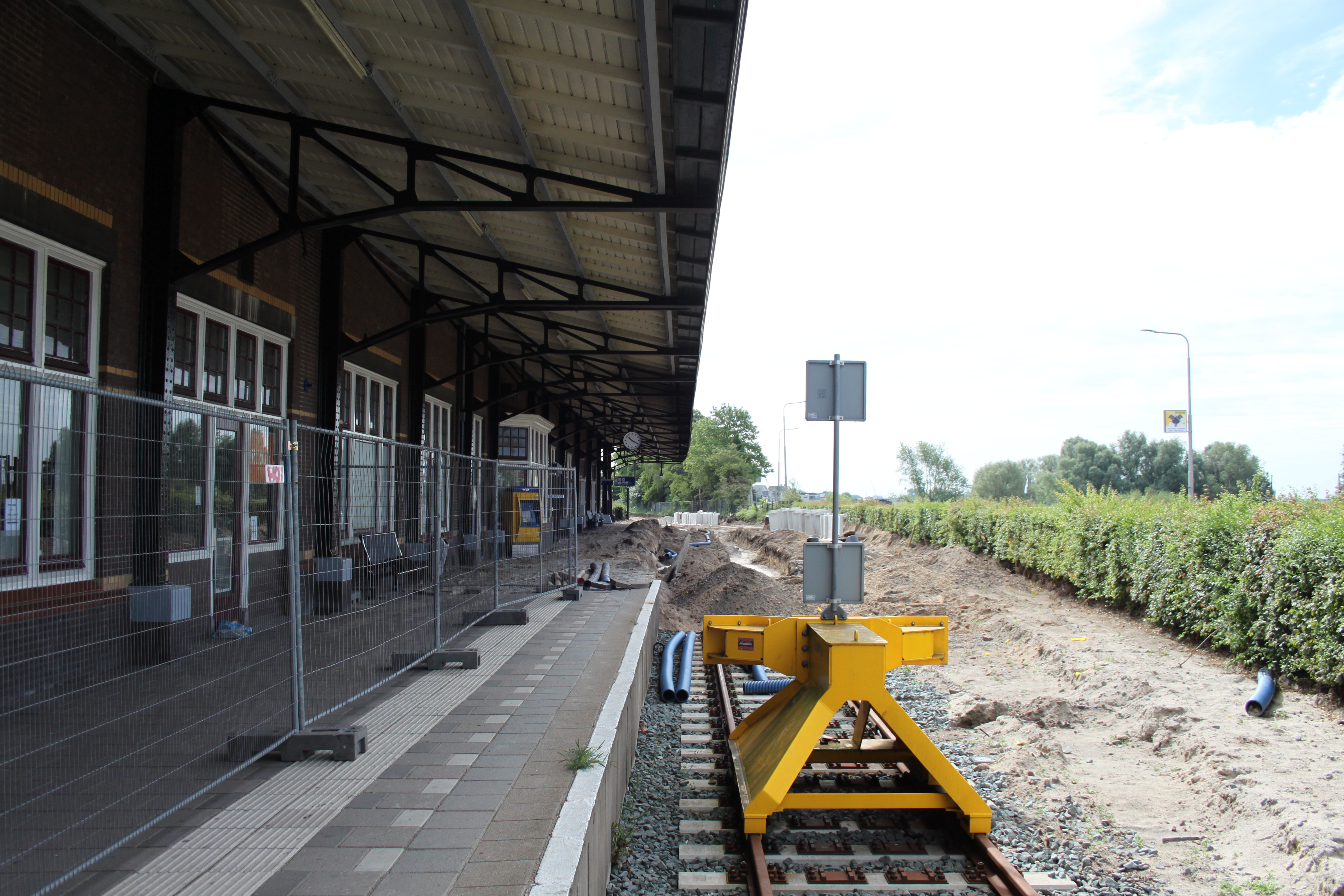
Elektrificatie van de spoorlijn

## Verbouwing naar elektrische tractie
Het Kamperlijntje zou worden omgezet in een lightraillijn, met een nieuwe tramhalte Kampen Oost en enkele nieuwe haltes in Zwolle. De naam van het station zou dan veranderen in Kampen-IJsselmuiden. De streefdatum hiervoor, januari 2013, werd niet gehaald. Twee aanbestedingen leverden geen exploitant op. De provincie rekende op een indienststelling eind 2013 en ging ervan uit dat de NS-treinen in december 2012 voor het laatst in station Kampen zouden stoppen.
Op 9 december 2012 werd de Hanzelijn geopend, waardoor ook het zuiden van Kampen via station Kampen Zuid bereikbaar werd per trein.
In 2014 werd besloten om het Kamperlijntje niet te verbouwen tot lightrail, maar te verbouwen voor elektrische treinen. In 2017 vond de elektrificatie plaats en met ingang van de dienstregeling van 2018 zijn de NS-dieseltreinen vervangen door elektrische treinen van Keolis.

## Treinvervoer
Treinserie die stopt in Kampen tijdens de dienstregeling 2025:
| Serie      | Treinsoort        | Route                               | Bijzonderheden         |
| ---------- | ----------------- | ----------------------------------- | ---------------------- |
| 8500 RS 22 | Sprinter (Keolis) | Zwolle – Zwolle Stadshagen – Kampen | Onderdeel van Blauwnet |

## Busvervoer
| Lijn               | Vervoerder | Route                                                                                             | Opmerkingen                                |
| ------------------ | ---------- | ------------------------------------------------------------------------------------------------- | ------------------------------------------ |
| Stadsdienst Kampen |            |                                                                                                   |                                            |
| 11                 | EBS        | Station Kampen → Centrum → Flevowijk → Hagenbroek → Centrum → Station Kampen                      | Rijdt niet op zondag                       |
| Streeklijnen       |            |                                                                                                   |                                            |
| 74                 | EBS        | Kampen (Station Zuid – Station) – IJsselmuiden – Grafhorst – Genemuiden – Kamperzeedijk – Hasselt | Rijdt niet op zondag                       |
| 141                | EBS        | Kampen – Kampereiland – Ens – Emmeloord – Tollebeek – Urk                                         |                                            |
| 143                | EBS        | Kampen – Dronten – Swifterbant – Lelystad                                                         | Rijdt niet op avond en niet in het weekend |
| Overige lijnen     |            |                                                                                                   |                                            |
| 526                | EBS        | Wilsum – IJsselmuiden – Kampen – De Zande – Zalk – Hattem                                         | Buurtbus                                   |
| 641                | EBS        | Urk – Emmeloord – Kampen – Zwolle                                                                 | Schoolbus                                  |